# Anna de Kíev
Anna de Kíev (cap valor: cap valor)  (Kíiv, c. 1025 - valor desconegut, dècada del 1070) Anna de Kíev princesa de Kíev, reina consort de França (1051-1060) i regent de França (1060-1061). És la filla del príncep Iaroslau I de Kíev i la seva esposa Ingegarde de Suècia.
Després de la mort de Matilde de Frísia, que en fou la primera esposa, Enric I buscà una nova candidata, i assegurar-se així descendents. Trià llavors la princesa Anna de Kíev, amb la qual no tenia cap mena de parentesc. Per aconseguir la seva mà envià una ambaixada a Kíev i conegué la seva futura esposa el mateix dia del seu casament. Es va casar novament el 1062 amb Raül III de Valois. D'aquest matrimoni no hi hagué fills.
A la mort del seu espòs el 1060 actuà de regent, al costat de Balduí V de Flandes, durant un any, ja que el seu fill tenia tan sols set anys a la mort del pare. Fou la primera reina consort en esdevenir regent del país. Un any després de morir el rei, i amb Anna de regent, va enamorar-se bojament de Raül IV de Valois, un home de gran ambició política que repudià la seva esposa legal per casar-se amb Anna de Kíev. Acusada d'adulteri, l'esposa legal de Raül III aconseguí que el papa Alexandre II excomuniqués els dos esposos. El rei Felip I de França va perdonar la seva mare per aquest conflicte amb la Santa Seu i a la mort de Raül el 1074 permeté el retorn d'Anna a la Cort francesa.
Anna morí el 5 de setembre de 1076 i fou enterrada a l'abadia de Villiers, prop de París.

## Núpcies i descendents
Es casà el 19 de maig de 1051 a la catedral de Reims amb el rei Enric I de França, del qual en fou la seva segona esposa. D'aquesta unió van néixer:
- Felip I de França (1052–1108), rei de França
- Robert de França (1055–1060)
- Hug de Vermandois (1057-1102)
- Emma de França (1054)